# Rogue (drużyna e-sportowa)
Rogue – była zawodowa drużyna e-sportowa, z siedzibą w Las Vegas, w Nevadzie. Składała się z sekcji rywalizujących w League of Legends, Tom Clancy’s Rainbow Six Siege i Rocket League. Początkowo istniały również sekcje FIFA, Fortnite Battle Royale i Super Smash Bros. Ultimate. Współwłaścicielami organizacji byli m.in. amerykański zespół Imagine Dragons, koszykarz Rudy Gobert, muzycy Nicky Romero i Nick Gross, piłkarz Landon Collins.
Organizacja Rogue została założona przez Franklina Villarreala, Dereka Nelsona i Carsona Knutha w 2016 roku, a dwa lata później została przejęta przez przedsiębiorstwo ReKTGlobal i jej partnerów. W lipcu 2022 roku spółkę REKTGlobal za kwotę 470 milionów dolarów przejęlo Infinite Reality.
6 października 2022 r. poinformowano o fuzji Rogue z KOI, organizacją założoną przez Ibai Llanosa i Gerarda Piqué. 3 listopada 2023 r. poinformowano o zakończeniu współpracy, natomiast 22 listopada o powrocie do marki Rogue.

## League of Legends

### Rogue
20 listopada 2018 roku Riot Games ogłosiło, że Rogue będzie jednym z dziesięciu partnerów franczyzowych w nowej lidze LEC, przemianowanej z European League of Legends Championship Series (EU LCS). W skład większości drużyny wchodzili byli gracze Team ROCCAT: Kim "Profit" Jun-hyunga, Mateusz "Kikis" Szkudlarek, Chresa "Sencux" Laursen, Martin "HeaQ" Kordmaa, oraz były wspierający G2 Esports Kim "Wadid" Bae-ina.
Inauguracyjny sezon wiosenny LEC 2019 rozpoczęli wynikiem 0-8, a po zmianach w drużynie, zakończyli sezon ostatnim miejscem w lidze, z wynikiem 2-16. W sezonie letnim LEC 2019, większość zawodników akademii zostało przeniesionych do pierwszego składu (Finn, Inspired, Larssen, Woolite, Vander). Tym razem zakończyli sezon na piątym miejscu z wynikiem 7-11, uzyskując kwalifikację do fazy turniejowej. W pierwszej rundzie wygrali 3-0 z drużyną Splyce, a w drugiej rundzie przegrali 1-3 z drużyną FC Schalke 04 Esports. Nie uzyskując kwalifikacji na Mistrzostwa Świata 2019 w Paryżu. 18 listopada 2019 do drużyny dołączył doświadczony strzelec Steven "Hans Sama" Liv, który opuścił Misfits Gaming.
W sezonie wiosennym LEC 2020, odświeżony skład z nowym strzelcem osiągnął wynik 9-9 w sezonie regularnym zajmując piąte miejsce, kwalifikując się do fazy turniejowej. W pierwszej rundzie wygrali 3-0 z drużyną Misfits Gaming, a w drugiej przegrali 1-3 z Origen. W sezonie letnim, w tym samym składzie zajęło pierwsze miejsce w sezonie regularnym z wynikiem 13-5, kwalifikując się z pierwszego miejsca do fazy turniejowej. W pierwszej rundzie przegrali 0-3 z Fnatic, trafiając do trzeciej rundy drabinki przegranych. Zwyciężyli 3-0 z MAD Lions, jednak w finale drabinki ulegli wynikiem 2-3 tryumfatorowi turnieju, G2 Esports. Rogue zakwalifikowało się na trzecim miejscu do Mistrzostwach Świata 2020 w Szanghaju, trafiając do głównego wydarzenia. Zostali wylosowani do grupy B, razem z koreańskim tryumfatorem turnieju DAMWON Gaming, chińskim JD Gaming oraz hongkońskim PSG Talon, gdzie zajęli czwarte miejsce z wynikiem 1-5. W listopadzie w sezonie transferowym, drużynę Rogue opuścili Finn oraz Vander, w miejsce których weszli Andrei "Odoamne" Pascu z FC Schalke 04 oraz Trymbi z drużyny akademii.
W sezonie wiosennym LEC 2021, w odświeżonym o wspierającego składzie, w sezonie regularnym zajęli drugie miejsce w sezonie regularnym z wynikiem 14-4 (taki sam wynik osiągnęło G2 Esports, jednak G2 wygrało dwukrotnie z Rogue, czego wynikiem jest drugie miejsce). W fazie pucharowej przegrali pierwsze spotkanie z MAD Lions, trafiając do niższej drabinki, gdzie pokonali kolejno FC Schalke 04 oraz G2 Esports. W bardzo wyrównanym finale, przegrali wynikiem 2-3 z MAD Lions. Po wygraniu letniego sezonu regularnego, zajęli trzecie miejsce. Dzięki nieobecności Wietnamu na Mistrzostwach Świata 2021, od razu dostali się do fazy grupowej, której nie opuścili.
Wiosenny sezon 2022, drużyna Rogue rozpoczęła w składzie: Andrei „Odoamne” Pascu, Kim „Malrang” Geun-seong, Emil „Larssen” Larsson, Markos „Comp” Stamkopoulos oraz Adrian „Trymbi” Trybus. Wygrali sezon regularny z wynikiem 14-4. Wygrali pierwszy mecz fazy pucharowej z Misfits Gaming wynikiem 3-1, a następnie mimo złego początku serii z Fnatic (0-2), wygrali wynikiem 3-2, awansując do meczu finałowego. Zostali pokonani przez G2 Esports wynikiem 0-3. Latem w sezonie regularnym zajęli trzecie miejsce. W fazie pucharowej po pokonaniu 3-2 Mad Lions, przegrali w półfinale górnej drabinki 0-3 przeciwko G2 Esports i spadli do półfinału dolnej drabinki, gdzie pokonali Fnatic 3-1. W finale letniego sezonu LEC, na szwedzkiej scenie Malmö Arena Rogue w zdecydowany sposób pokonało G2 Espors, wynikiem 3-0, zyskując swój pierwszy tytuł mistrza LEC oraz kwalifikując się do fazy grupowej Mistrzostwa Świata 2022 w Stanach Zjednoczonych. W trakcie fazy pucharowej Rogue poinformowało o rozpoczęciu współpracy w przyszłym sezonie z hiszpańską organizacją KOI, założoną przez Ibai Llanosa oraz Gerarda Piqué, która zapłaciła 20 milionów euro za 60% udziałów w franczyzie LEC. Wyszli z grupy C z drugiego miejsca, awansując do ćwierćfinałów jako jedyna zachodnia drużyna. Odpadli z Mistrzostw po przegranej przeciwko chińskiemu JD Gaming, zajmując najlepszy rezultat na turniejach międzynarodowych w historii organizacji - miejsce 5-8.
W listopadzie 2023 r. właściciel organizacji, spółka Infinite Reality poinformowała o powrocie do marki Rogue po zakończeniu współpracy z Ibaiem Llanosem. Zimowy sezon 2024 drużyna rozpoczęła z większością zachowanej drużyny KOI: Mathias „Szygenda” Jensen, Emil „Larssen” Larsson, Markos„Comp” Stamkopoulos oraz nowymi zawodnikami, na pozycji leśnika dołączył Mark „Markoon” van Woensel, a na pozycji wspierającego Théo „Zoelys” Le Scornec. Sezon zimowy drużyna zakończyła na dziewiątym miejscu. Po słabych wynikach Szygendę zastąpił powracający do drużyny Finn. Mimo zmiany, drużyna do końca roku ani razu nie awansowała do fazy pucharowej, zamując dziewiąte miejsce w sezonie wiosennym oraz dziesiąte w sezonie letnim.

### AGO Rogue
W grudniu 2018 roku, miesiąc po utworzeniu drużyny LEC, organizatory sformowali drużynę akademicką, która brała udział rozgrywkach pierwszego sezonu Ultraligi – Rogue Esports Club w skład której wchodzili Finn "Finn" Wiestål, Kacper "Inspired" Słoma, Emil "Larssen" Larsson, Paweł "Woolite" Pruski, Oskar "Vander" Bogdan oraz Oskar "Raxxo" Bazydło. Na wiosnę 2019 roku, akademia Rogue EC zajęła pierwsze miejsce w Ultralidze, awansując do europejskiego turnieju drugoligowego – European Masters (EU Masters), gdzie nie opuścili grupy. Latem drużyna akademii w składzie Marcin "iBo" Lebuda, Marcin "beheve" Pawlak, Marcin "Selfie" Wolski, HeaQ i Raxxo przegrali w finale drugiego sezonu Ultraligi, przegrywając 2-3 z devils.one. Na EU Masters przegrali w ćwierćfinale z hiszpańską drużyną Vodafone Giants.Spain. 21 grudnia 2019 roku Rogue ogłosiło współpracę z inną polską organizacją x-kom AGO, tworząc nowy zespół: AGO Rogue.
Drużyna akademii (w składzie: Mathias "Szygenda" Jensen, Nikolay "Zanzarah" Akatov, Paweł "Czekolad" Szczepanik, Woolite, Patryk "Mystiques" Piórkowski) w trzecim sezonie Ultraligi zajęli pierwsze miejsce w sezonie regularnym z wynikiem 12-2. Następnie wygrali fazę pucharową, w finale pokonując 3-1 zmagającą się w Ultralidze, portugalską organizację K1ck eSports Club, tym samym zyskując drugie zwycięstwo w Ultralidze, uzyskując tytuł Mistrza Polski. W EU Masters zajęli drugie miejsce w grupie B, za francuską drużyną LDLC OL, przegrywając dogrywkę. W ćwierćfinale pokonali 2-0 niemiecką drużynę mousesports, w półfinale przegrywając z tryumfatorem turnieju – LDLC OL – wynikiem 1-2, nie awansując do finału, gdzie mieli ponownie spotkać K1ck eSports Club. W czwartym sezonie Alior Bank Ultraligi z nowym wspierającym, Adrianem "Trymbim" Trybusem zajęła pierwsze miejsce w sezonie regularnym z wynikiem 12-2, przegrywając w finale 1-3 z K1ck Neosurf. Na EU masters wygrali grupę z wynikiem 5-2, w ćwierćfinale pokonali 2-0 francuską akademię Misfits Premier, w półfinale pokonali 2-0 niemiecką organizację mousesports, aby ostatecznie zwyciężyć w finale 3-0 z niemiecką organizacją GamerLegion. W sezonie transferowym wszyscy zawodnicy akademii znaleźli miejsca w innych drużynach LEC lub ich akademiach.
Wiosną 2021, w piątym sezonie Alior Bank Ultraligi w nowym składzie: Jakub "Sinmivak" Rucki, Lukas "Lurox" Thoma, Chres "Chres" Laursen (wcześniej "Sencux"), Damian "Lucker" Konefał oraz Łukasz "Pyrka" Grześkowiak, wygrała sezon regularny z wynikiem 12-2, w finale rewanżując się drużynie K1CK Neosurf, pokonując ją 3-2, uzyskując trzecie zwycięstwo w Ultralidze, zyskując drugi tytuł Mistrza Polski. Na European Masters zajęli trzecie miejsce w grupie, nie awansując do fazy pucharowej. W szóstym sezonie nie udało się obronić tytułu mistrzowskiego przegrywając w półfinale 0-3 przeciwko Illuminar Gaming, uzyskując kwalifikację do fazy wstępnej European Masters 2021 Summer. Drużyna opuściła turniej w fazie pucharowej zajmując trzecie miejsce w grupie A. W listopadzie AGO Rogue wygrało lokalny turniej Trinity Force Puchar Polski.
W siódmym sezonie Ultraligi, wiosna 2022 roku drużyna wymieniła duet leśnika oraz środkowego na Jochema "Rabble" van Graafeiland oraz Ardiana "Nite" Spahiu, a także wspierającego na Leona Maximiliana "Leon" Antona. Po bardzo dobrym sezonie regularnym zakończony wynikiem 15-3, drużyna pewnie wygrała fazę pucharową, pokonując Team ESCA Gaming w finale, trzeci raz zyskując tytuł Mistrza Polski. Na wiosnny EU Masters 2022 z powodów zdrowotnych nie mógł udać się wspierający drużyny, wobec czego do drużyny dołączył Mauno „beansu” Tälli. AGO Rogue jako jedyna nie-francuska drużyna opuściła ćwierćfinały, jednak w półfinale uległa Mistrzowi Francji - formacji LDLC z wynikiem 0-3. Na sezon letni do drużyny dołączył doświadczony zawodnik z grającej w LEC drużyny Astralis - Hampus Mikael „promisq” Abrahamsson. Zdominowali sezon regularny, oraz fazę pucharową. W finale doszło do niecodziennej sytuacji, ponieważ promisq musiał grać zdalnie, a Nite nie zdążył dotrzeć do studia na pierwsze dwie mapy. Spotkanie ostatecznie zakończyło się przegraną 0-3 na Zero Tenacity. Drużyna nie opuściła fazy grupowej na European Masters. W wyniku fuzji KOI i Rouge, drużyna akademii została przeniesiona do hiszpanii, zaś AGO pozbawione partnerstwa z Rouge w Sezonie 9 Ultraligi rozpoczęło współpracę z Alior Bankiem.

### Wyniki
- Rogue
  - 1 miejsce - LEC Summer Playoffs 2022
  - 2 miejsce – LEC Spring Playoffs 2021, LEC Spring Playoffs 2022, LEC Summer Playoffs 2022
  - 3 miejsce – LEC Summer Playoffs 2020, LEC Summer Playoffs 2021
  - 5 miejsce – LEC Spring Playoffs 2020
  - 4 miejsce – LEC Summer Playoffs 2019
  - 5-8 miejsce - Mistrzostwa Świata 2022
  - 9-11 miejsce - Mistrzostwa Świata 2021
  - 13-16 miejsce - Mistrzostwa Świata 2020
- Rogue Esports Club / AGO Rogue
  - 1 miejsce – Sezon 1 Ultraliga, Sezon 3 Ultraliga, Sezon 5 Alior Bank Ultraliga, Sezon 7 Ultraliga
  - 2 miejsce – Sezon 2 Ultraliga, Sezon 4 Alior Bank Ultraliga, Sezon 8 Ultraliga
  - 3 miejsce - Sezon 6 Ultraliga
  - 1 miejsce – European Masters Summer 2020
  - 3-4 miejsce – European Masters Spring 2020, European Masters Spring 2022
  - 5-8 miejsce – European Masters Summer 2019
  - 9-12 miejsce – European Masters Spring 2019, European Masters Spring 2021
  - 10-15 miejsce - European Masters Summer 2022

## Rocket League
Ostatni skład:
| Kraj              | Nick        | Imię i nazwisko         |
| ----------------- | ----------- | ----------------------- |
| Stany Zjednoczone | Firstkiller | Jason Corral            |
| Stany Zjednoczone | Turinturo   | Leonardo Wilson         |
| Kanada            | Taroco      | Alexandre Reis Pedrogam |
| Kanada            | CorruptedG  | Gabriel Vallozzi        |

## Rainbow Six Siege
Ostatni skład:
| Kraj            | Nick     | Imię i nazwisko  |
| --------------- | -------- | ---------------- |
| Niemcy          | AceeZ    | Maurice Erkelenz |
| Niemcy          | korey    | Lukas Zwingmann  |
| Niemcy          | ripz     | Jan Hucke        |
| Wielka Brytania | LeonGids | Leon Giddens     |
| Estonia         | karzheka | Eugene Petrishin |

W grudniu 2022 r. KOI poinformowano o wymienieniu byłego składu Rogue.